# Enicognathus
Enicognathus es un género de aves de la familia de los loros (Psittacidae). Las especies de este género de pequeñas cotorras se distribuyen por Chile y Argentina.

## Especies
Tiene descritas dos especies:
- Cotorra choroy (Enicognathus leptorhynchus) - centro de Chile.
- Cotorra cachaña (Enicognathus ferrugineus) - Chile y Argentina.